# Antoschka (Clown)

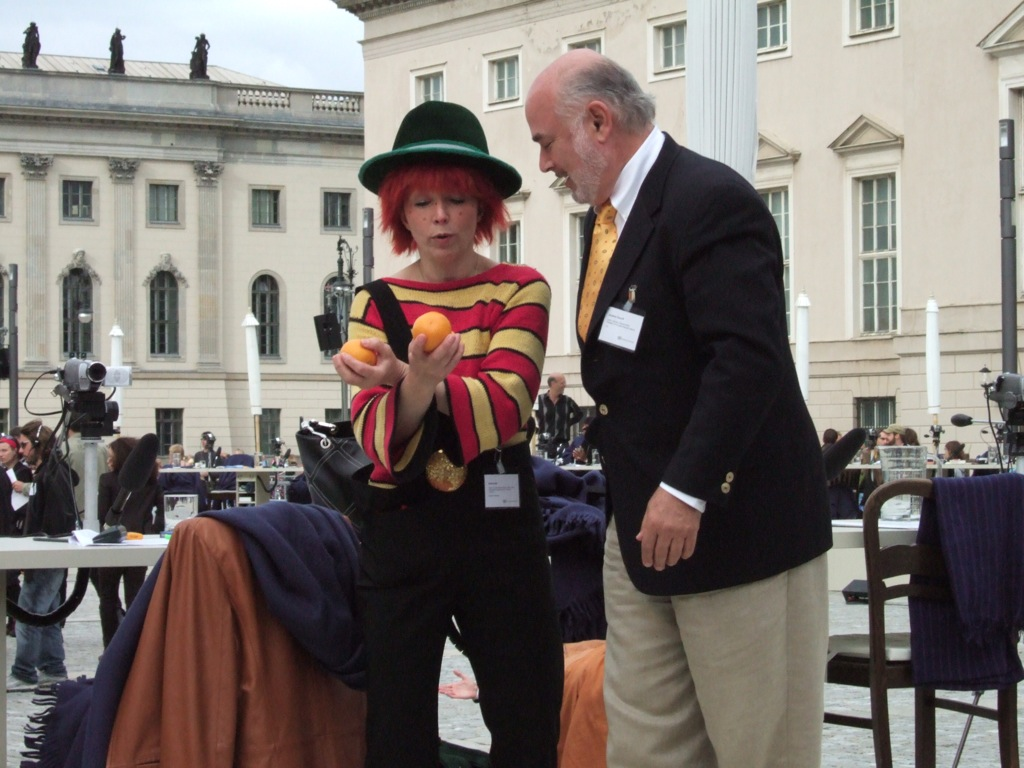
Antoschka erklärt das Jonglieren. Dropping Knowledge, Bebelplatz Berlin, 9. September 2006

 Antoschka (* 5. Dezember 1954 in Kemerowo), mit bürgerlichem Namen Jekaterina Michailowna Moschajewa (russisch: Антошка bzw. Екатерина Михайловна Можаева), ist eine russische Artistin und Clownin. Ihr Äußeres – mit roten Strubbelhaaren und Sommersprossen – ist der sowjetischen Trickfilmfigur Antoschka nachempfunden.

## Leben
Jekaterina Moschajewa wollte in ihrer Jugend eigentlich Balletttänzerin werden. Diese Pläne scheiterten durch eine längere Erkrankung und über eine Freundin geriet sie mehr zufällig in die russische Zirkusbranche. Beim Moskauer Staatscircus wurde sie zum Clown ausgebildet und kreierte ihre Figur Antoschka, die so erfolgreich war, dass sie danach nur noch unter diesem Namen auftrat und auch als Antoschka weltweit bekannt ist.
Mit dem Moskauer Staatscircus gastierte sie zwischen 1989 und 2005 bei mehreren Tausend Vorstellungen in 35 Ländern. 1990 zog sie nach Deutschland und lebt seitdem im Korschenbroicher Ortsteil Glehn. 1993 bis 1995 hatte sie im Rahmen der weltweit tourenden Revue Holiday on Ice eine eigene Show. In der Manege agiert sie als Reprisen-Clown (dieser füllt die Pausen zwischen den Darbietungen aus) und als Musik-Clown – z. B. beim Russischen Staatscircus, dem dänischen Circus Benneweis und Circus Carl Busch. Sie gastierte unter anderem in Japan, Chile, La Reunion, Niederlande und Frankreich.
Seit 2003 tritt sie auch als Solo-Künstlerin auf. Als Projekt ihrer eigenen Truppe – Antoschkas Clowns Theater – entwickelte sie die Bühnenprogramme Diva und Clown in der Tradition der Commedia dell’arte und Solo für einen Clown (nach Henry Millers Das Lächeln am Fuße der Leiter).
2009, 2010 und 2011 initiierte sie zirkus-pädagogische Projekte und hat 2012 mit dem Turnzirkus des Niedersächsischen Turnerbund ein auf drei Jahre angelegtes Projekt mit Kindern angelegt.
2014/2015 trat sie mit Oleg Popov beim Weihnachtscircus in Landau in der Pfalz vor mehr als 35.000 Zuschauern in 30 Vorstellungen auf. Seit 2014 hat sie ein eigenes Theater (KLUNNI – Bühne für Clowns & Kultur) in Glehn.
Publikum und Medien verliehen ihr den Ehrentitel "Königin der Clowns".

## Auftritte in jüngerer Zeit

### 2011
- Auftritt in 60 Shows des Wiesbadener Weihnachtszirkus

### 2012
- Unter anderem Einladung zu Clown-Festivals in Maribor, Mumbai und in Russland
- Cirque de Noel in Valence, Frankreich, Gastspiele auf Sylt und Juist, Tournee mit "Ansichten eines Clowns".

### 2013
- Internationales Clown Festival in Leipzig – gemeinsame Show – Antoschka & Oleg Popov in "Clown sein".
- Tour durch Finnland mit 19 Gastspielen.
- Eröffnung des eigenen Theaters: KLUNNI – Bühne für Clowns & Kultur in der Nähe von Düsseldorf
- Ernennung zur Dozentin des Instituts für Medical Clowning der Steinbeis Hochschule in Berlin.
- Erste Ausbildungs-Seminare in Moskau

### 2014
- Neben KLUNNI in Glehn auch KLUNNI im Kulturzentrum drei-klang in Düsseldorf
- Ausbildungs-Seminare Medical Clowning in Singapore & China
- Tournee mit dem neuen Bühnenstück "Wolfgang, schöööö!" in Deutschland
- Weihnachtscircus Landau in der Pfalz mit Oleg Popov & Antoschka
- Inselcircus Juist – mit Workshops, Shows

Jekaterina Moschajewa hat das World Parliament of Clowns gegründet und das World Wisdom Council (Club of Budapest) mitbegründet. Sie engagiert sich als Botschafterin der Deutschen Wasserstiftung, der Jerusalem Peace Academy und der Sinn-Stiftung. Ihre eigene Stiftung – Stiftung Antoschkas Traum – lädt Kinder und Jugendliche zu Shows ein.

## Programm
Antoschka ist ein rothaariger Lausejunge, der der Welt einen humorvollen Spiegel vorhält. Die Figur stellt einen festen Charakter dar, der sowohl im Manegen- als auch im Bühnenprogramm mitwirkt. Die Manegenprogramme der Künstlerin verbinden die Clownerie vor allem mit Artistik und Jonglage.

## Auszeichnungen
- 1991: 1. Preis des Internationalen Clownfestivals Moskau
- 1991: Telegatto in Mailand für die beste Show des Jahres zusammen mit Alain Delon
- 2009: Intelligence of Heart Award (ISPA Mailand)
- 2014: Goldener Clown der Gilde-Clowns Deutschland